# Nicholas Sand
 (mai 2011).
Si vous disposez d'ouvrages ou d'articles de référence ou si vous connaissez des sites web de qualité traitant du thème abordé ici, merci de compléter l'article en donnant les références utiles à sa vérifiabilité et en les liant à la section « Notes et références ».
 (avril 2025).
Motif : Un bandeau « À sourcer » depuis mai 2011. L'interwiki en anglais comporte beaucoup de sources primaires. À ce jour (30/04/2025), et malgré le rajout des notices d'autorité de type {{Liens}}, une seule source dans la page. Pas assez de sources (y compris sur l'interwiki en anglais) pour attester de la notoriété de ce chimiste.
- Archive Wikiwix
- Bing
- Cairn
- DuckDuckGo
- E. Universalis
- Gallica
- Google
- G. Books
- G. News
- G. Scholar
- Persée
- Qwant
- (zh) Baidu
- (ru) Yandex
- (wd) trouver des œuvres sur Wikidata

| 1. | Préciser le motif de la pose du bandeau. | Précisez le motif de la pose du bandeau en utilisant la syntaxe suivante : {{admissibilité à vérifier\|date=avril 2025\|motif=remplacez ce texte par le motif}}                    |
| 2. | Informer les utilisateurs concernés.     | Pensez à avertir le créateur de l'article, par exemple, en insérant le code ci-dessous sur sa page de discussion : {{subst:avertissement admissibilité à vérifier\|Nicholas Sand}} |

Pour les articles homonymes, voir Sand.
Nicholas Sand dit Nick Sand, né le 10 mai 1941 et mort le 24 avril 2017, est une icône américaine de la communauté psychédélique reconnu pour son travail en tant que chimiste clandestin de 1966 jusqu'en 1996.
Il fut aussi « Chef alchimiste » pour la « Ligue des découvertes spirituelles » dans le complexe Millbrook à New York.

## Biographie
Nicholas Sand grandit dans le quartier de Brooklyn à New York, et dès la fin de son adolescence[Quand ?] est déjà un connaisseur de la scène montante du développement du LSD dans le quartier de Greenwich Village. En étudiant à la faculté de Brooklyn, Sand commence à s'intéresser aux écrits de Gurdjieff, à l'étude des différentes cultures et à divers philosophes de l'Est. Obtenant son diplôme en 1966 en anthropologie et sociologie, Sand suivit l'exemple de Timothy Leary et de Richard Alpert et devint un guide du milieu psychédélique, initiant de nombreuses personnes à l'usage du LSD.
Nicholas Sand mit sur pied une fausse entreprise de création de parfums, le but réel étant de synthétiser de la Mescaline et de la DMT. Ce fut également à cette époque[Quand ?] qu'il commença à attirer l'attention de la police à cause de ses fréquentes visites à Millbrook et quand Owsley Stanley visita Milbrook en avril 1967, Sand décida de partir pour San Francisco.
Le laboratoire de Nicholas Sand à San Francisco commença à être opérationnel à partir du mois de juillet 1967. Sand voulait produire du LSD mais il lui manquait encore les principaux précurseurs chimiques tels que l'Ergot. Une recette de synthèse chimique lui fut donné par Owsley, qui terminait la synthèse en transformant sous forme de pilules les résultats de Sand à partir de son propre laboratoire à Orinda.
C'est en décembre 1968 que Nicholas Sand fit l'achat d'une propriété agricole à Windsor en Californie, alors petit village dans le comté de Sonoma. Là-bas, il mit en place avec l'aide de Tim Scully, un autre chimiste psychédélique, un large laboratoire clandestin destiné à la production de LSD. Ensemble, Sand et Sculle produisirent  plus de 3,6 millions de doses de LSD, qui fut distribué sous le nom de "Orange Sunshine" et qui reste encore aujourd'hui[Quand ?] célèbre pour sa qualité.
Nicholas Sand fut arrêté pour production clandestine de LSD après une longue enquête menée par des agents de la brigade des stupéfiants au début des années 1970. Il fut déclaré coupable et condamné en 1976 à 15 ans de réclusion criminelle dans un pénitencier fédéral.
L'avocat de Nicholas Sand demanda sa remise en liberté conditionnelle, finalement obtenue après le versement d'une caution de 50 000 dollars. Il échappa à la surveillance qui lui était imposée et disparut dans la nature en 1976, restant considéré comme un fugitif par les agents fédéraux pendant plus de 20 ans.

### Réapparition
Nicholas Sand réapparut en septembre 1996 dans une affaire de drogue en tant que suspect à Vancouver (Canada). Selon la police canadienne, il vivait alors sous le nom de David Roy Shepard, et sa réelle identité ne fut pas découverte jusqu'à ce que des empreintes digitales ne soient envoyées au laboratoire du FBI à Washington, près de deux mois après son arrestation[Quand ?]. Sand était alors une des sept personnes travaillant dans l'un des plus grands laboratoires de LSD jamais vu dans l'histoire de l'Amérique du Nord, opérant à Port Coquitlam en Colombie Britannique, et qui produisit assez de LSD qu'il aurait pu fournir pour près du double de la population canadienne à cette époque.
Nicholas Sand fut envoyé en prison au Canada et aux États-Unis de 1966 jusqu'en 2000 pour production illégale de substances psychédeliques et pas seulement limitée à la production de MDMA, MDA, DMT, LSD, et aussi de Mescaline. Il a également tenté de produire un analogue du LSD connu sous le nom d'acide lysergique sec-butylamide. Sand fut condamné à neuf ans d'emprisonnement au Canada mais fut renvoyé aux États-Unis vu qu'il était toujours sous le coup de mandats d'arrêts en raison de sa production de LSD au début des années 1970. Nicholas Sand est resté célèbre pour avoir, pendant des années[Quand ?], assuré le bon fonctionnement du plus vaste laboratoire clandestin jamais vu au Canada. Son laboratoire, alors caché dans un complexe industriel dans une banlieue de Vancouver, était d'un niveau de complexité alors jamais rencontré par les enquêteurs de police et même par les spécialistes de laboratoires clandestins du Ministère de la Santé Canadienne. Sand travaillait consciencieusement dans son laboratoire durant plusieurs mois chaque été et résidait à Mexico le reste de l'année. Lors de l'année 1995, il enregistra un bénéfice net de 1,8 million de dollars pour trois mois de travail. Les substances, qui produites dans son laboratoire étaient destinées à un commerce mondial, incluaient aussi de la MDP-2-P ou Pipéronyle méthyle kétone (un précurseur de la MDMA), qui était à cette époque rare au Canada.
En 2001, Nicholas Sand participe à un programme de réhabilitation et réside à San Francisco en Californie. Il s'y consacre à l'écriture de son livre et pratique le bouddhisme.